# Лалли-Толендаль, Томас Артур де
Томас Артур де Лалли-Толендаль, барон де Толендаль, граф де Лалли (фр. Thomas Arthur, baron de Tollendal, comte de Lally, dit Lally-Tollendal; 13 января 1702 — 6 мая 1766) — французский генерал времён Семилетней войны, командовавший вооружёнными силами Французской Индии.
Из семьи ирландских эмигрантов. Участвовал в войне за австрийское наследство, в том числе в битве при Фонтенуа и осаде Маастрихта, и втором якобитском восстании.
После начала Семилетней войны в 1758 году Лалли, назначенный главнокомандующим во Французской Индии, отправился туда с 4-тысячным войском и высадился у Пондишери. Сначала его действия были удачны, но затем он был вынужден снять осаду с Мадраса, потерпел поражение при Вандаваши и был осаждён в Пондишери. В течение двух лет ему не менее десяти раз приходилось подавлять бунты своих солдат. 14 января 1761 года он с семью сотнями истощённых солдат сдался англичанам и был отправлен в Лондон. Здесь он узнал, что во Франции все настроены против него; тем не менее он поехал в Париж, где сразу же был посажен в Бастилию.
Два года продолжался над ним суд; обвинённый в измене интересам короля и индийской кампании, в злоупотреблении властью, в поборах с подданных короля и иностранцев, он был осуждён на казнь и обезглавлен.